# Franziska Wolf
Franziska Sophia Eva Wolf, Pseudonym Francis Wolf oder Francis Wolf-Cirian (* 22. Oktober 1861 in Schwechat; † 11. März 1933 in Wien) war eine österreichische Lehrerin, Schriftstellerin und Politikerin (DNSAP).

## Leben
Wolf wuchs in kleinbürgerlichen Verhältnissen auf und besuchte zwei Jahre lang die Lehrerinnenbildungsanstalt in Wien. Sie bildete sich autodidaktisch weiter und wirkte als Lehrerin an einer Volksschule, später einer Hauptschule in Wien.
Ab etwa 1900 entfaltete sie eine umfangreiche literarische und feuilletonistische Tätigkeit. Sie war Mitarbeiterin verschiedener Zeitungen (unter anderem der Wiener Hausfrauenzeitung und Grüß Gott) und schrieb Novellen, Feuilletons, Märchen und Jugenderzählungen.
Neben ihrer Publizistik hielt sie zahlreiche Vorträge, so setzte sie sich 1910 gegen Duelle ein, 1915 berichtete sie über den Vorschlag eines ständigen Vermittlungsamtes zwischen den kriegsführenden seitens neutraler Staaten, 1918 ergriff sie Partei für „Kriegerheimstätten“, mehrere Vorträge widmete sie den Töchtern Maria Theresias. Den Schwerpunkt ihrer Vortragstätigkeit bildeten aber literarische Themen: Sie hielt Reden über Frauendichtung sowie über einzelne Schriftsteller und Künstler, so 1910 über Conrad Ferdinand Meyer, 1929 über Signe Lund, 1932 über Camillo Valerian Susan oder 1932 über Fanny Wibmer-Pedit. Mehrmals nahm sie Bezug auf Tirol und die Tiroler Literatur.
Nach ihrem Tod fand in der Urania ein Franziska-Wolf-Cirian-Gedächtnisabend statt.
Wolf war großdeutsch gesinnt. In den Jahren 1919 und 1920 trat sie erfolglos als nationalsozialistische Kandidatin (DNSAP) an. Später war sie Mitglied im Ständebund deutscher Frauen in Österreich um Marianne Thalmann, einem Teil des Reichsverbands deutscher Hausfrauenvereine.

## Werke
- Eintagsfliegen. Märchen und Novellen. Moos, Erfurt 1898. Pierson, Dresden 1900.[15]
- Grillparzers Frauengestalten. Cotta, Stuttgart 1908, OCLC 630421689 (308 S.).
- (gemeinsam mit Hans Schmidt-Kestner) Kulissenluft. Sechs ernste und heitere Geschichten aus der Theaterwelt. Preisgekrönt bei dem literarischen Preisausschreiben der illustrierten Halbmonatsschrift „Das Theater“. Berlin 1913 (91 S.), darin: Francis Wolf-Cirian: Hedda Gabler.[16]